# Eccellenza Lombardia 2022-2023
Il campionato italiano di calcio di Eccellenza regionale 2022-2023 è stato il trentaduesimo organizzato in Italia. Rappresenta il quinto livello del calcio italiano.
Questi sono i gironi organizzati dal Comitato Regionale della regione Lombardia.

## Stagione

### Avvenimenti
Il Comitato Regionale Lombardia decide di allargare ulteriormente il numero delle squadre partecipanti all'Eccellenza, portandone il totale a 54, di cui 36 mantengono il titolo dalla stagione precedente. A compensazione delle quattro promozioni in Serie D, dalla stessa retrocedono cinque formazioni lombarde: Brianza Olginatese, Caravaggio, Leon, Tritium e Vis Nova Giussano. Dalla Promozione salgono invece le sei vincenti dei gironi Magenta, Muggiò, Ospitaletto, Pradalunghese, Solbiatese e Soresinese, più la Soncinese vincitrice della Coppa Italia Promozione Lombardia. Sono pertanto necessari altri sei ripescaggi dalla categoria inferiore per raggiungere quota 54: a effettuare il salto sono, in ordine di graduatoria, Rezzato, Altabrianza Tavernerio, San Pellegrino, Virtus Binasco, Club Milanese e Castello Città di Cantù. 
Cambi di denominazione:
- da A.S.D. Atletico Castegnato a A.S.D. Cast Brescia[4];
- da A.S.D. Pradalunghese Calcio a A.S.D. Juvenes Pradalunghese[4];
- da A.C.D. Vergiatese a A.C. Vergiatese S.S.D.R.L.[4].

Fusioni:
- l'A.S.D. Varzi F.B.C. (Eccellenza/A) e l'A.S.D. Broni (Seconda Categoria Pavia/X) si fondono nell'A.S.D. Oltrepò F.B.C. di Broni (PV)[6].

## Girone A

### Squadre partecipanti
| Club                                  | Città                                                | Stadio                                                            | Stagione precedente           |
| ------------------------------------- | ---------------------------------------------------- | ----------------------------------------------------------------- | ----------------------------- |
| A.S.D. Accademia Pavese San Genesio   | Sant'Alessio con Vialone e San Genesio ed Uniti (PV) | Stadio comunale Carlo-Davide-Giampiero (Sant'Alessio con Vialone) | 9ª in Eccellenza/A            |
| A.C. Ardor Lazzate                    | Lazzate (MB)                                         | Centro sportivo Gianni Brera                                      | 10ª in Eccellenza/A           |
| A.S.D. Calvairate                     | Milano (Calvairate)                                  | Centro sportivo Calvairate                                        | 12ª in Eccellenza/A           |
| A.S.D. G.S.O. Castello Città di Cantù | Cantù (CO)                                           | Centro sportivo Toto Caimi (Vighizzolo)                           | 3ª in Promozione/A, ripescato |
| A.S.D. Calcio Club Milano             | Milano (Gratosoglio)                                 | Centro sportivo Gianni Brera (Pero)                               | 8ª in Eccellenza/A            |
| U.P. Gavirate Calcio                  | Gavirate (VA)                                        | Centro sportivo comunale                                          | 11ª in Eccellenza/A           |
| A.C. Magenta                          | Magenta (MI)                                         | Stadio Francesco Plodari                                          | 1ª in Promozione/F, promosso  |
| F.C.D. Muggiò                         | Muggiò (MB)                                          | Stadio Superga 1949                                               | 1ª in Promozione/B, promosso  |
| A.S.D. Oltrepò F.B.C.                 | Broni (PV)                                           | Centro sportivo comunale                                          | 5ª in Eccellenza/A            |
| A.C. Pavia 1911 S.S.D. a r.l.         | Pavia                                                | Stadio Pietro Fortunati                                           | 13ª in Eccellenza/A           |
| A.S.D. Pontelambrese                  | Ponte Lambro (CO)                                    | Centro sportivo comunale                                          | 13ª in Eccellenza/B           |
| U.S. Sestese Calcio                   | Sesto Calende (VA)                                   | Centro sportivo Alfredo Milano                                    | 4ª in Eccellenza/A            |
| S.S.D. a r.l. Solbiatese Calcio 1911  | Solbiate Arno (VA)                                   | Stadio Felice Chinetti                                            | 1ª in Promozione/A, promossa  |
| F.C. Verbano Calcio                   | Besozzo (VA)                                         | Centro sportivo Sergio Marvelli                                   | 6ª in Eccellenza/A            |
| A.C. Vergiatese S.S.D.R.L.            | Vergiate (VA)                                        | Centro sportivo Tullio & Masetto Landoni                          | 7ª in Eccellenza/A            |
| U.S. Virtus Binasco A.S.D.            | Binasco (MI)                                         | Campo sportivo Giampiero Pazzi                                    | 2ª in Promozione/F, ripescato |
| A.S.D. Vis Nova Giussano              | Giussano (MB)                                        | Centro sportivo Stefano Borgonovo                                 | 18ª in Serie D/B, retrocesso  |
| A.S.D. A.V.C. Vogherese 1919          | Voghera (PV)                                         | Stadio Giovanni Parisi                                            | 3ª in Eccellenza/A            |

### Classifica
|  | Pos. | Squadra                 | Pt | G  | V  | N  | P  | GF | GS | DR  |
|  | ---- | ----------------------- | -- | -- | -- | -- | -- | -- | -- | --- |
|  | 1.   | Vogherese               | 75 | 34 | 22 | 9  | 3  | 61 | 28 | +33 |
|  | 2.   | Pavia                   | 66 | 34 | 19 | 9  | 6  | 49 | 25 | +24 |
|  | 3.   | Club Milano             | 63 | 34 | 18 | 9  | 7  | 63 | 38 | +25 |
|  | 4.   | Solbiatese              | 63 | 34 | 17 | 12 | 5  | 70 | 34 | +36 |
|  | 5.   | Oltrepò                 | 60 | 34 | 17 | 9  | 8  | 48 | 27 | +21 |
|  | 6.   | Magenta                 | 58 | 34 | 16 | 10 | 8  | 60 | 42 | +18 |
|  | 7.   | Ardor Lazzate           | 45 | 34 | 10 | 15 | 9  | 42 | 40 | +2  |
|  | 8.   | Calvairate              | 44 | 34 | 10 | 14 | 10 | 47 | 52 | -5  |
|  | 9.   | Accademia Pavese        | 43 | 34 | 12 | 7  | 15 | 39 | 60 | -21 |
|  | 10.  | Verbano                 | 43 | 34 | 11 | 10 | 13 | 40 | 41 | -1  |
|  | 11.  | Muggiò                  | 43 | 34 | 11 | 10 | 13 | 45 | 49 | -4  |
|  | 12.  | Vis Nova Giussano       | 43 | 34 | 11 | 10 | 13 | 45 | 54 | -9  |
|  | 13.  | Vergiatese              | 43 | 34 | 11 | 10 | 13 | 43 | 42 | +1  |
|  | 14.  | Sestese                 | 38 | 34 | 11 | 5  | 18 | 44 | 51 | -7  |
|  | 15.  | Pontelambrese           | 35 | 34 | 8  | 11 | 15 | 42 | 65 | -23 |
|  | 16.  | Castello Città di Cantù | 28 | 34 | 7  | 7  | 20 | 34 | 59 | -25 |
|  | 17.  | Virtus Binasco          | 23 | 34 | 6  | 5  | 23 | 39 | 70 | -31 |
|  | 18.  | Gavirate                | 21 | 34 | 5  | 6  | 23 | 29 | 63 | -34 |

Legenda:
      Promosso in Serie D.
      Ammesso ai play-off nazionali.
 Ai play-off o ai play-out.
      Retrocesso in Promozione.
Regolamento:
Tre punti a vittoria, uno a pareggio, zero a sconfitta.
In caso di arrivo di due o più squadre a pari punti, la graduatoria verrà stilata secondo la classifica avulsa tra le squadre interessate che prevede, in ordine, i seguenti criteri:
- Punti negli scontri diretti
- Differenza reti negli scontri diretti
- Differenza reti generale
- Reti realizzate in generale
- Sorteggio

### Risultati

#### Tabellone
|                         | APV  | ARD  | CAL  | CCC  | CLM  | GAV  | MAG  | MUG  | OLT  | PAV  | PON  | SES  | SOL  | VER  | VRG  | VBI  | VNG  | VOG  |
| ----------------------- | ---- | ---- | ---- | ---- | ---- | ---- | ---- | ---- | ---- | ---- | ---- | ---- | ---- | ---- | ---- | ---- | ---- | ---- |
| Accademia Pavese        | –––– | 0-1  | 0-1  | 0-2  | 2-1  | 2-1  | 0-3  | 3-1  | 0-1  | 0-1  | 1-1  | 2-1  | 3-3  | 2-1  | 2-1  | 2-1  | 2-0  | 1-2  |
| Ardor Lazzate           | 0-0  | –––– | 1-0  | 1-1  | 2-1  | 1-1  | 1-2  | 0-0  | 0-3  | 3-2  | 1-1  | 2-2  | 2-1  | 1-1  | 1-1  | 3-0  | 0-1  | 3-4  |
| Calvairate              | 2-2  | 0-0  | –––– | 1-1  | 1-0  | 3-1  | 4-0  | 2-2  | 1-3  | 1-3  | 1-1  | 2-1  | 2-2  | 1-0  | 2-2  | 2-4  | 3-2  | 0-3  |
| Castello Città di Cantù | 1-0  | 1-2  | 1-4  | –––– | 0-7  | 0-2  | 1-5  | 0-1  | 2-3  | 2-1  | 1-2  | 2-0  | 2-3  | 1-2  | 1-1  | 3-0  | 1-1  | 0-2  |
| Club Milano             | 3-0  | 1-1  | 1-1  | 2-1  | –––– | 3-1  | 1-1  | 6-4  | 0-1  | 2-1  | 2-0  | 1-4  | 2-0  | 1-0  | 2-0  | 2-2  | 1-1  | 3-1  |
| Gavirate                | 2-2  | 0-2  | 2-1  | 1-0  | 0-2  | –––– | 2-1  | 1-2  | 0-1  | 0-1  | 0-4  | 0-1  | 1-2  | 1-3  | 0-1  | 1-1  | 0-2  | 0-2  |
| Magenta                 | 5-0  | 1-0  | 2-2  | 0-0  | 2-2  | 4-1  | –––– | 1-0  | 2-2  | 1-1  | 4-1  | 0-4  | 0-0  | 2-0  | 0-0  | 2-1  | 2-0  | 0-0  |
| Muggiò                  | 1-2  | 2-4  | 1-1  | 2-1  | 1-2  | 3-0  | 2-4  | –––– | 0-0  | 0-1  | 1-0  | 2-1  | 2-2  | 0-1  | 2-0  | 1-0  | 1-1  | 2-2  |
| Oltrepò                 | 3-0  | 2-0  | 1-1  | 1-1  | 2-1  | 2-0  | 0-2  | 1-2  | –––– | 2-0  | 2-0  | 0-0  | 1-1  | 2-2  | 4-0  | 0-1  | 1-1  | 0-1  |
| Pavia                   | 2-1  | 0-0  | 3-0  | 2-1  | 1-1  | 2-1  | 3-1  | 1-1  | 2-0  | –––– | 2-0  | 2-1  | 1-0  | 1-0  | 2-0  | 1-1  | 3-0  | 0-0  |
| Pontelambrese           | 2-0  | 2-2  | 0-0  | 0-2  | 0-1  | 3-2  | 2-2  | 2-2  | 1-2  | 0-4  | –––– | 1-3  | 1-1  | 3-0  | 1-5  | 2-2  | 3-3  | 2-1  |
| Sestese                 | 0-1  | 2-1  | 3-0  | 2-1  | 1-2  | 1-2  | 2-4  | 1-0  | 1-2  | 0-1  | 0-0  | –––– | 0-2  | 2-0  | 0-2  | 1-2  | 2-1  | 0-2  |
| Solbiatese              | 5-1  | 2-0  | 5-1  | 4-1  | 2-2  | 3-0  | 4-1  | 4-2  | 2-0  | 1-1  | 4-1  | 3-1  | –––– | 0-1  | 3-0  | 3-1  | 0-0  | 0-0  |
| Verbano                 | 1-1  | 0-0  | 1-1  | 0-1  | 1-1  | 2-2  | 1-2  | 0-2  | 1-0  | 1-1  | 1-2  | 3-3  | 1-1  | –––– | 2-1  | 3-2  | 1-2  | 2-0  |
| Vergiatese              | 0-1  | 1-1  | 2-3  | 2-0  | 0-1  | 1-1  | 1-0  | 2-0  | 0-0  | 0-0  | 6-0  | 3-0  | 2-1  | 0-2  | –––– | 2-1  | 1-1  | 2-3  |
| Virtus Binasco          | 9-3  | 2-0  | 0-2  | 4-2  | 0-2  | 0-0  | 0-2  | 1-2  | 0-3  | 0-2  | 0-2  | 1-3  | 0-2  | 0-3  | 0-2  | –––– | 0-1  | 1-6  |
| Vis Nova Giussano       | 1-2  | 1-4  | 1-1  | 1-0  | 2-3  | 2-1  | 2-1  | 0-0  | 1-3  | 3-1  | 5-2  | 4-1  | 0-3  | 0-2  | 2-2  | 2-1  | –––– | 1-3  |
| Vogherese               | 1-1  | 2-2  | 1-0  | 0-0  | 2-1  | 3-2  | 2-1  | 2-1  | 1-0  | 1-0  | 2-0  | 0-0  | 1-1  | 2-1  | 3-0  | 3-1  | 3-0  | –––– |

### Spareggi

#### Play-off
|  | Semifinali | Semifinali  | Semifinali |         |   | Finale      | Finale | Finale |  |
|  |            |             |            |         |   |             |        |        |  |
|  | 2          | Pavia       | 0          |         |   |             |        |        |  |
|  | 2          | Pavia       | 0          |         |   |             |        |        |  |
|  | 5          | Oltrepò     | 2          |         |   |             |        |        |  |
|  | 5          | Oltrepò     | 2          |         | 3 | Club Milano | 3      |        |  |
|  |            |             |            |         | 3 | Club Milano | 3      |        |  |
|  |            |             | 5          | Oltrepò | 1 |             |        |        |  |
|  | 3          | Club Milano | 5          | Oltrepò | 1 | 0           |        |        |  |
|  | 3          | Club Milano |            |         |   |             |        |        |  |
|  | 4          | Solbiatese  | 0          |         |   |             |        |        |  |

##### Semifinali
|             | Risultati |            | Luogo e data          |
| ----------- | --------- | ---------- | --------------------- |
| Pavia       | 0-2       | Oltrepò    | Pavia, 14 maggio 2023 |
| Club Milano | 0-0       | Solbiatese | Pero, 14 maggio 2023  |

##### Finale
|             | Risultati |         | Luogo e data         |
| ----------- | --------- | ------- | -------------------- |
| Club Milano | 3-1       | Oltrepò | Pero, 21 maggio 2023 |

#### Play-out
|               | Risultati |               | Luogo e data                  |
| ------------- | --------- | ------------- | ----------------------------- |
| Pontelambrese | 1-1       | Sestese       | Ponte Lambro, 14 maggio 2023  |
| Sestese       | 2-1       | Pontelambrese | Sesto Calende, 20 maggio 2023 |

## Girone B

### Squadre partecipanti
| Club                              | Città                      | Stadio                                     | Stagione precedente           |
| --------------------------------- | -------------------------- | ------------------------------------------ | ----------------------------- |
| AlbinoGandino S.S.D. s.r.l.       | Albino e Gandino (BG)      | Centro sportivo comunale Falco (Albino)    | 12ª in Eccellenza/B           |
| A.S.D. Altabrianza Tavernerio A.  | Tavernerio (CO)            | Campo sportivo San Miro (Canzo)            | 2ª in Promozione/B, ripescato |
| U.S.D. Brianza Olginatese         | Merate e Olginate (LC)     | Stadio comunale (Olginate)                 | 19ª in Serie D/B, retrocessa  |
| U.S.D. Cisanese                   | Cisano Bergamasco (BG)     | Centro sportivo comunale                   | 6ª in Eccellenza/B            |
| A.S.D. Club Milanese              | San Donato Milanese (MI)   | Campo sportivo Gianpiero Squeri            | 2ª in Promozione/E, ripescato |
| A.S.D. Forza e Costanza 1905      | Martinengo (BG)            | Stadio comunale Bepi Casari                | 9ª in Eccellenza/C            |
| A.S.D. Juvenes Pradalunghese      | Pradalunga (BG)            | Campo sportivo Franco Colombi              | 1ª in Promozione/C, promossa  |
| A.S.D. Lemine Almenno Calcio      | Almenno San Salvatore (BG) | Centro sportivo Fratelli Pedretti          | 3ª in Eccellenza/B            |
| A.C. Leon S.S.D. a r.l.           | Lesmo e Vimercate (MB)     | Leon Arena (Vimercate)                     | 20ª in Serie D/B, retrocessa  |
| S.S.D. Luciano Manara             | Barzanò (LC)               | Centro sportivo Figliodoni                 | 5ª in Eccellenza/B            |
| S.S.D. Mapello a r.l.             | Mapello (BG)               | Centro sportivo comunale                   | 4ª in Eccellenza/B            |
| A.S.D. U.S. Calcio San Pellegrino | San Pellegrino Terme (BG)  | Stadio Angelo Quarenghi                    | 2ª in Promozione/C, ripescato |
| U.S.D. Scanzorosciate Calcio      | Scanzorosciate (BG)        | Campo sportivo comunale                    | 11ª in Eccellenza/B           |
| C.S. Trevigliese A.S.D.           | Treviglio (BG)             | Stadio Mario Zanconti                      | 8ª in Eccellenza/B            |
| S.S.D. Tritium Calcio 1908 a r.l. | Trezzo sull'Adda (MI)      | Stadio La Rocca                            | 20ª in Serie D/D, retrocessa  |
| S.S.D. Valcalepio F.C. a r.l.     | Castelli Calepio (BG)      | Centro sportivo comunale                   | 5ª in Eccellenza/C            |
| S.S.D. a r.l. G.S. Vertovese      | Vertova (BG)               | Campo sportivo comunale (Cologno al Serio) | 15ª in Eccellenza/B           |
| A.S.D. Zingonia Verdellino        | Verdellino e Zingonia (BG) | Centro sportivo comunale (Verdellino)      | 7ª in Eccellenza/B            |

### Classifica
|  | Pos. | Squadra                | Pt | G  | V  | N  | P  | GF | GS | DR  |
|  | ---- | ---------------------- | -- | -- | -- | -- | -- | -- | -- | --- |
|  | 1.   | Tritium                | 79 | 34 | 25 | 4  | 5  | 69 | 26 | +43 |
|  | 2.   | Mapello                | 75 | 34 | 23 | 6  | 5  | 85 | 44 | +41 |
|  | 3.   | Brianza Olginatese     | 63 | 34 | 19 | 6  | 9  | 53 | 32 | +21 |
|  | 4.   | Leon                   | 56 | 34 | 16 | 8  | 10 | 68 | 48 | +20 |
|  | 5.   | Lemine Almenno         | 53 | 34 | 16 | 5  | 13 | 54 | 43 | +11 |
|  | 6.   | Altabrianza Tavernerio | 53 | 34 | 14 | 11 | 9  | 51 | 45 | +6  |
|  | 7.   | Juvenes Pradalunghese  | 50 | 34 | 14 | 8  | 12 | 36 | 44 | -8  |
|  | 8.   | Scanzorosciate         | 47 | 34 | 13 | 8  | 13 | 42 | 38 | +4  |
|  | 9.   | Club Milanese          | 46 | 34 | 13 | 7  | 14 | 49 | 55 | -6  |
|  | 10.  | Cisanese               | 44 | 34 | 12 | 8  | 14 | 62 | 64 | -2  |
|  | 11.  | Trevigliese            | 41 | 34 | 11 | 8  | 15 | 51 | 45 | +6  |
|  | 12.  | Forza e Costanza       | 40 | 34 | 10 | 10 | 14 | 53 | 64 | -11 |
|  | 13.  | Valcalepio             | 39 | 34 | 11 | 6  | 17 | 43 | 61 | -18 |
|  | 14.  | San Pellegrino         | 38 | 34 | 10 | 8  | 16 | 49 | 72 | -23 |
|  | 15.  | Zingonia Verdellino    | 36 | 34 | 9  | 9  | 16 | 31 | 45 | -14 |
|  | 16.  | Vertovese              | 35 | 34 | 9  | 8  | 17 | 40 | 50 | -10 |
|  | 17.  | Luciano Manara         | 31 | 34 | 7  | 10 | 17 | 44 | 61 | -17 |
|  | 18.  | AlbinoGandino          | 24 | 34 | 6  | 6  | 22 | 36 | 79 | -43 |

Legenda:
      Promosso in Serie D.
      Ammesso ai play-off nazionali.
 Ai play-off o ai play-out.
      Retrocesso in Promozione.
Regolamento:
Tre punti a vittoria, uno a pareggio, zero a sconfitta.
In caso di arrivo di due o più squadre a pari punti, la graduatoria verrà stilata secondo la classifica avulsa tra le squadre interessate che prevede, in ordine, i seguenti criteri:
- Punti negli scontri diretti
- Differenza reti negli scontri diretti
- Differenza reti generale
- Reti realizzate in generale
- Sorteggio

### Risultati

#### Tabellone
|                        | ALB  | ATA  | BOL  | CIS  | CMI  | FEC  | JPR  | LEM  | LEO  | LMA  | MAP  | SPE  | SCA  | TRE  | TRI  | VAL  | VER  | ZVE  |
| ---------------------- | ---- | ---- | ---- | ---- | ---- | ---- | ---- | ---- | ---- | ---- | ---- | ---- | ---- | ---- | ---- | ---- | ---- | ---- |
| AlbinoGandino          | –––– | 0-3  | 0-0  | 1-5  | 2-2  | 3-1  | 0-0  | 1-3  | 4-3  | 0-2  | 1-4  | 1-1  | 0-3  | 0-6  | 1-3  | 2-0  | 1-0  | 0-0  |
| Altabrianza Tavernerio | 3-1  | –––– | 2-1  | 1-2  | 0-0  | 2-1  | 1-1  | 2-0  | 3-1  | 2-2  | 1-2  | 2-1  | 4-1  | 1-0  | 1-1  | 2-1  | 2-1  | 1-1  |
| Brianza Olginatese     | 4-0  | 0-0  | –––– | 1-1  | 1-2  | 1-2  | 1-0  | 2-1  | 2-1  | 1-0  | 2-3  | 5-0  | 2-1  | 1-0  | 0-2  | 0-0  | 2-1  | 0-0  |
| Cisanese               | 4-1  | 0-0  | 0-2  | –––– | 1-2  | 2-2  | 1-2  | 1-2  | 3-2  | 2-2  | 5-3  | 2-3  | 3-3  | 2-0  | 0-2  | 1-2  | 1-3  | 2-0  |
| Club Milanese          | 3-2  | 1-0  | 0-2  | 1-1  | –––– | 3-2  | 3-0  | 4-1  | 0-1  | 1-0  | 1-3  | 3-4  | 0-2  | 1-0  | 0-3  | 3-1  | 1-0  | 0-2  |
| Forza e Costanza       | 2-1  | 0-2  | 1-3  | 1-2  | 4-0  | –––– | 1-1  | 1-3  | 1-1  | 2-2  | 0-3  | 2-1  | 0-2  | 1-1  | 0-2  | 4-0  | 0-0  | 3-2  |
| Juvenes Pradalunghese  | 1-0  | 1-3  | 2-0  | 2-1  | 1-4  | 3-1  | –––– | 1-0  | 0-2  | 0-1  | 0-0  | 1-0  | 1-1  | 1-0  | 0-2  | 0-2  | 3-2  | 3-1  |
| Lemine Almenno         | 3-1  | 5-1  | 1-2  | 2-3  | 3-2  | 0-1  | 1-1  | –––– | 2-4  | 0-1  | 2-2  | 3-0  | 2-1  | 1-1  | 2-1  | 3-0  | 3-1  | 0-0  |
| Leon                   | 6-0  | 2-0  | 2-2  | 2-2  | 0-2  | 4-4  | 1-1  | 0-1  | –––– | 4-1  | 2-1  | 2-1  | 1-1  | 1-1  | 1-1  | 3-1  | 3-1  | 3-1  |
| Luciano Manara         | 1-4  | 2-2  | 2-1  | 4-1  | 1-1  | 0-1  | 1-2  | 0-1  | 2-4  | –––– | 0-2  | 1-1  | 0-3  | 3-1  | 0-3  | 2-3  | 1-2  | 3-1  |
| Mapello                | 1-1  | 5-2  | 2-0  | 2-0  | 1-1  | 6-2  | 4-1  | 3-2  | 5-1  | 2-1  | –––– | 6-1  | 2-0  | 3-2  | 1-4  | 2-3  | 1-1  | 1-0  |
| San Pellegrino         | 5-3  | 3-0  | 0-3  | 3-3  | 2-1  | 2-2  | 3-0  | 0-2  | 1-4  | 1-1  | 4-4  | –––– | 1-3  | 1-5  | 1-1  | 1-2  | 2-1  | 2-0  |
| Scanzorosciate         | 1-0  | 0-0  | 0-1  | 0-2  | 3-3  | 3-1  | 1-2  | 0-2  | 1-0  | 0-0  | 1-2  | 5-0  | –––– | 0-3  | 0-1  | 0-2  | 0-0  | 0-2  |
| Trevigliese            | 0-3  | 3-1  | 1-2  | 2-3  | 3-1  | 2-2  | 2-0  | 2-1  | 0-1  | 3-3  | 0-2  | 0-1  | 1-2  | –––– | 2-1  | 2-0  | 0-0  | 2-1  |
| Tritium                | 1-0  | 3-2  | 3-1  | 4-2  | 2-1  | 2-2  | 1-0  | 0-1  | 1-0  | 3-1  | 2-0  | 1-0  | 0-1  | 1-0  | –––– | 4-1  | 2-3  | 6-0  |
| Valcalepio             | 3-1  | 1-1  | 1-4  | 3-0  | 2-0  | 3-2  | 3-3  | 2-1  | 0-4  | 2-2  | 0-1  | 1-2  | 0-1  | 2-4  | 0-2  | –––– | 0-0  | 1-1  |
| Vertovese              | 3-1  | 1-1  | 0-2  | 2-3  | 2-2  | 1-2  | 0-1  | 2-0  | 1-2  | 2-1  | 1-4  | 2-1  | 0-2  | 1-1  | 1-2  | 2-1  | –––– | 1-2  |
| Zingonia Verdellino    | 2-0  | 1-3  | 1-2  | 2-1  | 3-0  | 1-2  | 0-1  | 0-0  | 1-0  | 3-1  | 0-2  | 0-0  | 0-0  | 1-1  | 1-2  | 1-0  | 0-2  | –––– |

### Spareggi

#### Play-out
|                     | Risultati |                     | Luogo e data                         |
| ------------------- | --------- | ------------------- | ------------------------------------ |
| Vertovese           | 1-0       | Valcalepio          | Bagnatica, 14 maggio 2023            |
| Valcalepio          | 0-2       | Vertovese           | Castelli Calepio, 21 maggio 2023     |
|                     |           |                     |                                      |
| Zingonia Verdellino | 0-1       | San Pellegrino      | Verdellino, 14 maggio 2023           |
| San Pellegrino      | 0-1       | Zingonia Verdellino | San Pellegrino Terme, 20 maggio 2023 |

## Girone C

### Squadre partecipanti
| Club                             | Città                               | Stadio                                  | Stagione precedente           |
| -------------------------------- | ----------------------------------- | --------------------------------------- | ----------------------------- |
| U.S. Bedizzolese                 | Bedizzole (BS)                      | Campo sportivo Gian Pietro Siboni       | 12ª in Eccellenza/C           |
| U.S.D. Caravaggio s.r.l.         | Caravaggio (BG)                     | Stadio comunale                         | 17ª in Serie D/B, retrocesso  |
| F.C. Carpenedolo S.S.D. s.r.l    | Carpenedolo (BS)                    | Stadio Mundial '82                      | 6ª in Eccellenza/C            |
| A.S.D. Cast Brescia              | Castegnato (BS)                     | Campo sportivo comunale                 | 2ª in Eccellenza/C            |
| F.C. Castiglione A.S.D.          | Castiglione delle Stiviere (MN)     | Stadio Ugo Lusetti                      | 13ª in Eccellenza/C           |
| A.S.D CazzagoBornato Calcio      | Bornato di Cazzago San Martino (BS) | Campo sportivo comunale                 | 8ª in Eccellenza/C            |
| Pol. Ciliverghe Mazzano          | Ciliverghe di Mazzano (BS)          | Centro sportivo Sterilgarda (Molinetto) | 11ª in Eccellenza/C           |
| A.S.D. R.C. Codogno 1908         | Codogno (LO)                        | Stadio Fratelli Molinari                | 9ª in Eccellenza/B            |
| U.S. Darfo Boario s.r.l. S.S.D.  | Darfo Boario Terme (BS)             | Stadio comunale                         | 4ª in Eccellenza/C            |
| G.S.D. Luisiana                  | Pandino (CR)                        | Stadio Domenico Garbelli                | 10ª in Eccellenza/B           |
| U.S. Offanenghese A.S.D.         | Offanengo (CR)                      | Campo sportivo Nuovo Comunale           | 2ª in Eccellenza/B            |
| A.C.D. Ospitaletto S.S.D. s.r.l. | Ospitaletto (BS)                    | Stadio Gino Corioni                     | 1ª in Promozione/D, promosso  |
| Pol. Prevalle                    | Prevalle (BS)                       | Centro sportivo comunale                | 3ª in Eccellenza/C            |
| A.S.D. Rezzato Calcio Dor        | Rezzato (BS)                        | Campo sportivo comunale                 | 2ª in Promozione/D, ripescato |
| A.S.D. Rovato Calcio             | Rovato (BS)                         | Campo sportivo comunale                 | 7ª in Eccellenza/C            |
| U.S.D. Soncinese                 | Soncino (CR)                        | Campo sportivo comunale                 | 7ª in Promozione/D, ripescato |
| U.S. Soresinese A.S.D.           | Soresina (CR)                       | Stadio Civico                           | 1ª in Promozione/E, promossa  |
| U.S. Vobarno                     | Vobarno (BS)                        | Centro sportivo comunale                | 10ª in Eccellenza/C           |

### Classifica
|  | Pos. | Squadra            | Pt | G  | V  | N  | P  | GF | GS | DR  |
|  | ---- | ------------------ | -- | -- | -- | -- | -- | -- | -- | --- |
|  | 1.   | Cast Brescia       | 74 | 34 | 23 | 5  | 6  | 68 | 32 | +36 |
|  | 2.   | Caravaggio         | 65 | 34 | 20 | 5  | 9  | 51 | 22 | +29 |
|  | 3.   | Castiglione        | 62 | 34 | 19 | 5  | 10 | 56 | 40 | +16 |
|  | 4.   | CazzagoBornato     | 61 | 34 | 19 | 4  | 11 | 60 | 43 | +17 |
|  | 5.   | Ospitaletto        | 56 | 34 | 15 | 11 | 8  | 49 | 40 | +9  |
|  | 6.   | Rovato             | 56 | 34 | 15 | 11 | 8  | 64 | 44 | +20 |
|  | 7.   | Ciliverghe Mazzano | 49 | 34 | 15 | 4  | 15 | 57 | 53 | +4  |
|  | 8.   | Offanenghese       | 46 | 34 | 12 | 10 | 12 | 49 | 44 | +5  |
|  | 9.   | Bedizzolese        | 45 | 34 | 11 | 12 | 11 | 45 | 41 | +4  |
|  | 10.  | Prevalle           | 45 | 34 | 13 | 6  | 15 | 44 | 45 | -1  |
|  | 11.  | Soresinese         | 43 | 34 | 10 | 13 | 11 | 41 | 45 | -4  |
|  | 12.  | Soncinese          | 42 | 34 | 10 | 12 | 12 | 29 | 35 | -6  |
|  | 13.  | Darfo Boario       | 40 | 34 | 10 | 10 | 14 | 39 | 50 | -11 |
|  | 14.  | Carpenedolo        | 39 | 34 | 9  | 12 | 13 | 34 | 39 | -5  |
|  | 15.  | Vobarno            | 36 | 34 | 9  | 9  | 16 | 30 | 53 | -23 |
|  | 16.  | Codogno            | 34 | 34 | 8  | 10 | 16 | 28 | 46 | -18 |
|  | 17.  | Luisiana           | 25 | 34 | 4  | 13 | 17 | 31 | 60 | -29 |
|  | 18.  | Rezzato Dor        | 22 | 34 | 6  | 4  | 24 | 30 | 73 | -43 |

Legenda:
      Promosso in Serie D.
      Ammesso ai play-off nazionali.
 Ai play-off o ai play-out.
      Retrocesso in Promozione.
Regolamento:
Tre punti a vittoria, uno a pareggio, zero a sconfitta.
In caso di arrivo di due o più squadre a pari punti, la graduatoria verrà stilata secondo la classifica avulsa tra le squadre interessate che prevede, in ordine, i seguenti criteri:
- Punti negli scontri diretti
- Differenza reti negli scontri diretti
- Differenza reti generale
- Reti realizzate in generale
- Sorteggio

### Risultati

#### Tabellone
|                    | BED  | CAR  | CRP  | CBS  | CAS  | CAZ  | CIL  | COD  | DAR  | LUI  | OFF  | OSP  | PRE  | REZ  | ROV  | SON  | SOR  | VOB  |
| ------------------ | ---- | ---- | ---- | ---- | ---- | ---- | ---- | ---- | ---- | ---- | ---- | ---- | ---- | ---- | ---- | ---- | ---- | ---- |
| Bedizzolese        | –––– | 1-1  | 3-1  | 1-3  | 2-1  | 0-1  | 0-2  | 3-0  | 0-0  | 4-0  | 0-1  | 0-0  | 2-0  | 0-1  | 2-3  | 1-1  | 1-1  | 0-0  |
| Caravaggio         | 1-2  | –––– | 0-1  | 1-2  | 2-0  | 3-0  | 1-0  | 2-0  | 0-2  | 4-2  | 1-0  | 0-1  | 3-0  | 2-0  | 1-2  | 0-1  | 1-1  | 2-0  |
| Carpenedolo        | 0-0  | 1-1  | –––– | 1-1  | 2-3  | 2-1  | 2-1  | 1-1  | 0-0  | 2-0  | 1-1  | 1-2  | 0-1  | 1-0  | 1-0  | 0-2  | 0-2  | 0-0  |
| Cast Brescia       | 2-0  | 0-1  | 4-2  | –––– | 1-0  | 1-0  | 3-2  | 3-1  | 2-1  | 5-0  | 3-1  | 1-1  | 1-0  | 5-1  | 4-1  | 1-1  | 0-1  | 0-1  |
| Castiglione        | 6-1  | 0-4  | 1-0  | 3-1  | –––– | 2-1  | 0-2  | 2-0  | 3-2  | 1-0  | 2-1  | 3-1  | 2-1  | 4-0  | 1-0  | 1-2  | 1-0  | 0-0  |
| CazzagoBornato     | 2-3  | 0-1  | 3-0  | 3-4  | 1-4  | –––– | 2-0  | 2-1  | 3-1  | 4-0  | 3-1  | 4-3  | 1-1  | 1-0  | 1-1  | 2-1  | 0-1  | 4-0  |
| Ciliverghe Mazzano | 1-1  | 1-2  | 2-1  | 1-4  | 1-2  | 1-2  | –––– | 4-1  | 4-2  | 2-1  | 2-1  | 1-2  | 0-0  | 3-2  | 0-3  | 2-0  | 3-2  | 2-3  |
| Codogno            | 1-1  | 1-2  | 1-0  | 1-1  | 1-1  | 0-1  | 2-1  | –––– | 0-1  | 1-0  | 1-0  | 4-0  | 2-1  | 0-1  | 0-4  | 0-0  | 0-0  | 1-2  |
| Darfo Boario       | 3-1  | 1-0  | 2-2  | 0-1  | 0-0  | 0-1  | 1-3  | 0-0  | –––– | 2-0  | 1-4  | 1-1  | 0-1  | 4-2  | 0-5  | 2-1  | 0-0  | 1-1  |
| Luisiana           | 2-2  | 0-1  | 1-1  | 1-3  | 0-3  | 1-0  | 1-1  | 1-1  | 2-2  | –––– | 2-4  | 1-1  | 1-1  | 1-1  | 2-2  | 1-1  | 0-2  | 1-0  |
| Offanenghese       | 0-1  | 0-2  | 0-0  | 0-3  | 3-0  | 2-2  | 0-3  | 3-1  | 3-1  | 1-1  | –––– | 0-0  | 0-1  | 2-1  | 2-2  | 0-0  | 3-1  | 2-1  |
| Ospitaletto        | 2-2  | 1-0  | 1-0  | 1-0  | 3-2  | 1-3  | 4-2  | 0-1  | 1-0  | 1-1  | 3-2  | –––– | 0-1  | 5-0  | 1-1  | 3-1  | 1-1  | 0-1  |
| Prevalle           | 1-1  | 1-3  | 1-2  | 1-2  | 1-0  | 0-2  | 0-1  | 1-1  | 1-2  | 2-1  | 1-2  | 1-2  | –––– | 2-1  | 2-2  | 0-2  | 4-3  | 4-0  |
| Rezzato Dor        | 0-1  | 0-4  | 0-2  | 2-4  | 1-2  | 2-3  | 1-2  | 2-1  | 2-0  | 1-3  | 0-0  | 2-2  | 0-5  | –––– | 1-3  | 1-1  | 0-2  | 2-1  |
| Rovato             | 1-4  | 0-0  | 1-1  | 0-1  | 2-2  | 3-1  | 2-1  | 4-0  | 2-1  | 2-1  | 1-4  | 1-3  | 5-0  | 2-1  | –––– | 1-2  | 2-2  | 1-1  |
| Soncinese          | 1-0  | 0-1  | 0-0  | 1-0  | 1-1  | 0-1  | 2-2  | 1-0  | 1-2  | 0-2  | 1-1  | 1-0  | 0-1  | 1-0  | 1-3  | –––– | 1-4  | 1-1  |
| Soresinese         | 2-0  | 1-1  | 0-6  | 1-1  | 1-0  | 1-3  | 0-2  | 0-0  | 2-2  | 1-1  | 0-3  | 1-1  | 0-5  | 4-0  | 0-2  | 0-0  | –––– | 0-1  |
| Vobarno            | 0-5  | 0-3  | 3-0  | 0-1  | 2-3  | 2-2  | 3-2  | 1-3  | 1-2  | 1-0  | 2-2  | 0-1  | 1-2  | 0-2  | 0-0  | 1-0  | 0-4  | –––– |

### Spareggi

#### Play-off
|  | Semifinali | Semifinali     | Semifinali |             |   | Finale     | Finale | Finale |  |
|  |            |                |            |             |   |            |        |        |  |
|  | 2          | Caravaggio     | 2          |             |   |            |        |        |  |
|  | 2          | Caravaggio     | 2          |             |   |            |        |        |  |
|  | 5          | Ospitaletto    | 0          |             |   |            |        |        |  |
|  | 5          | Ospitaletto    | 0          |             | 2 | Caravaggio | 1      |        |  |
|  |            |                |            |             | 2 | Caravaggio | 1      |        |  |
|  |            |                | 3          | Castiglione | 0 |            |        |        |  |
|  | 3          | Castiglione    | 3          | Castiglione | 0 | 1          |        |        |  |
|  | 3          | Castiglione    |            |             |   |            |        |        |  |
|  | 4          | CazzagoBornato | 1          |             |   |            |        |        |  |

##### Semifinali
|             | Risultati |                | Luogo e data                               |
| ----------- | --------- | -------------- | ------------------------------------------ |
| Caravaggio  | 2-0       | Ospitaletto    | Caravaggio, 14 maggio 2023                 |
| Castiglione | 1-1       | CazzagoBornato | Castiglione delle Stiviere, 14 maggio 2023 |

##### Finale
|            | Risultati |             | Luogo e data               |
| ---------- | --------- | ----------- | -------------------------- |
| Caravaggio | 1-0       | Castiglione | Caravaggio, 21 maggio 2023 |

#### Play-out
|              | Risultati |              | Luogo e data                       |
| ------------ | --------- | ------------ | ---------------------------------- |
| Codogno      | 1-1       | Darfo Boario | Pizzighettone, 14 maggio 2023      |
| Darfo Boario | 2-2       | Codogno      | Darfo Boario Terme, 21 maggio 2023 |
|              |           |              |                                    |
| Vobarno      | 2-2       | Carpenedolo  | Vobarno, 14 maggio 2023            |
| Carpenedolo  | 1-0       | Vobarno      | Carpenedolo, 21 maggio 2023        |